# 楠栂庙站
楠栂庙站，是位于中国湖北省武汉市青山区红钢城街道境内的一座货运车站，车站站场中心位于武九铁路（武昌北环铁路）K17+714处。本站建于1957年，曾为武大铁路上的一个车站，后随着铁路数次延伸成为了武九铁路上的一个中间站。2008年随滠武线建设而拆除大部分站场结构。本站已于2018年5月随武昌北环线废线后成为尽头式车站。

## 历史沿革
1957年10月，该站作为武（昌）大（冶）铁路二期工程的一部分动工。1958年7月投入运营。该站初为会让站，设股道2条。1960年扩建为4股，1964年开办客货运业务，定为四等站。1969年4月，扩建为8股道。1973年，划归武昌东站管理。
1957年8月后开行的以该站上行邻站八大家站为起点，厂前胡家山为终点的通勤列车经停该站场。客运列车乘客多为武钢职工。
1985年，位于红钢城的蒋家墩乘降所撤销，车站客流量大增，当年达79604人。1996年，客运业务停办。
至2000年时，本站有到发兼编组线8条，牵出线1条，联轨线2条。除办理专用线列车的收发任务外，还承担部分武昌东站的列车编组业务。
2007年8月后，武汉火车站货车外绕线以及武昌东站疏解工程开工。车站在此工程中拆除了大多数站场，仅保留数个存车线和正线。
2018年5月11日0时起，武九铁路武昌南环线、北环线的市郊列车停运，武昌北环铁路随之停用。该站在此之后变为尽头式车站。

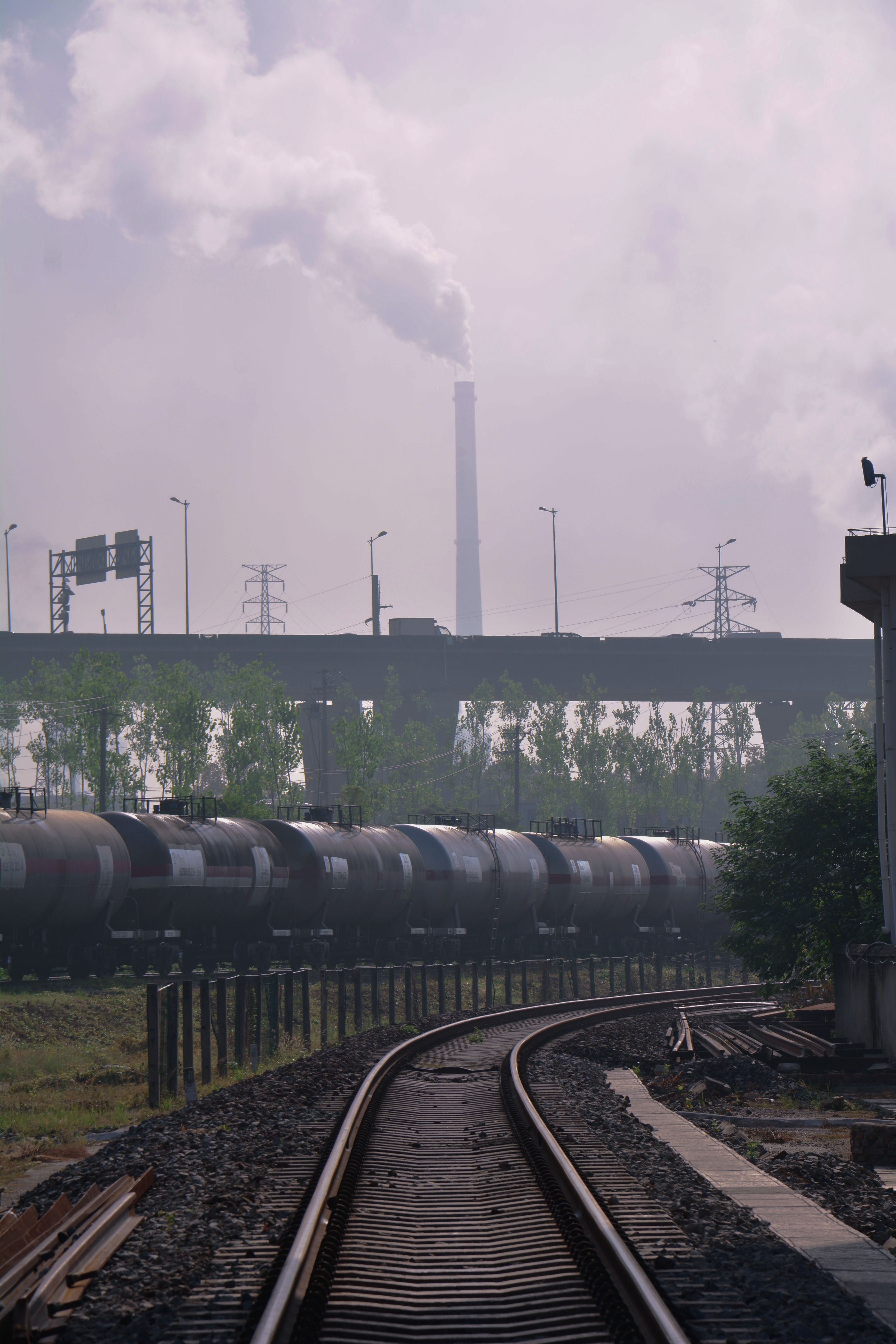
楠栂庙站站场望向武钢方向

## 站线配置
2006年时，该站专用线连接单位共计3个：
- 武汉水泥厂，计2条专用线。
- 武汉硅酸盐厂，计4条专用线。
- 武汉炼灰厂，计2条专用线。